# Marokkanische Staatsangehörigkeit
Die marokkanische Staatsangehörigkeit bestimmt die Zugehörigkeit einer Person zum marokkanischen Staatsverband mit den zugehörigen Rechten und Pflichten. Traditionell wird von einem „ewigen Band“ zwischen dem Sultan, der als Nachfahre des Propheten Mohammed auch als spiritueller Führer legitimiert ist, und seinen Untertanen ausgegangen.

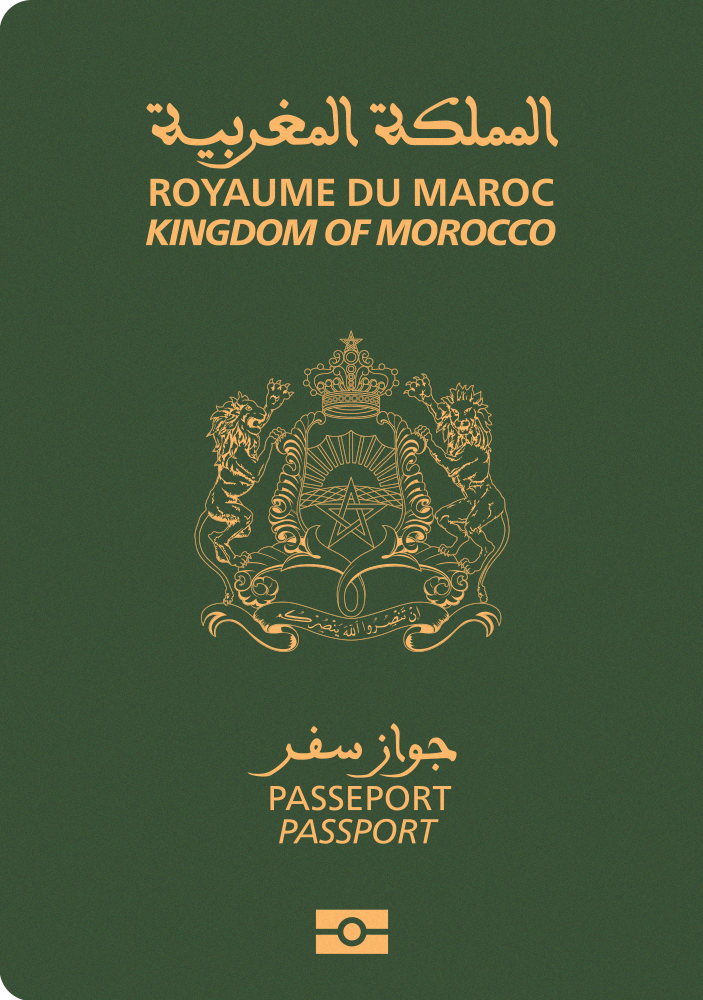
Marokkanischer Reisepass

Für die Zeit zwischen dem Vertrag von Lalla Marnia (Traité de Lalla-Marnia) 1845 und der Unabhängigkeit 1956/58 ist im Folgenden „Marokko“ als geographischer Begriff zu verstehen.

## Historisches

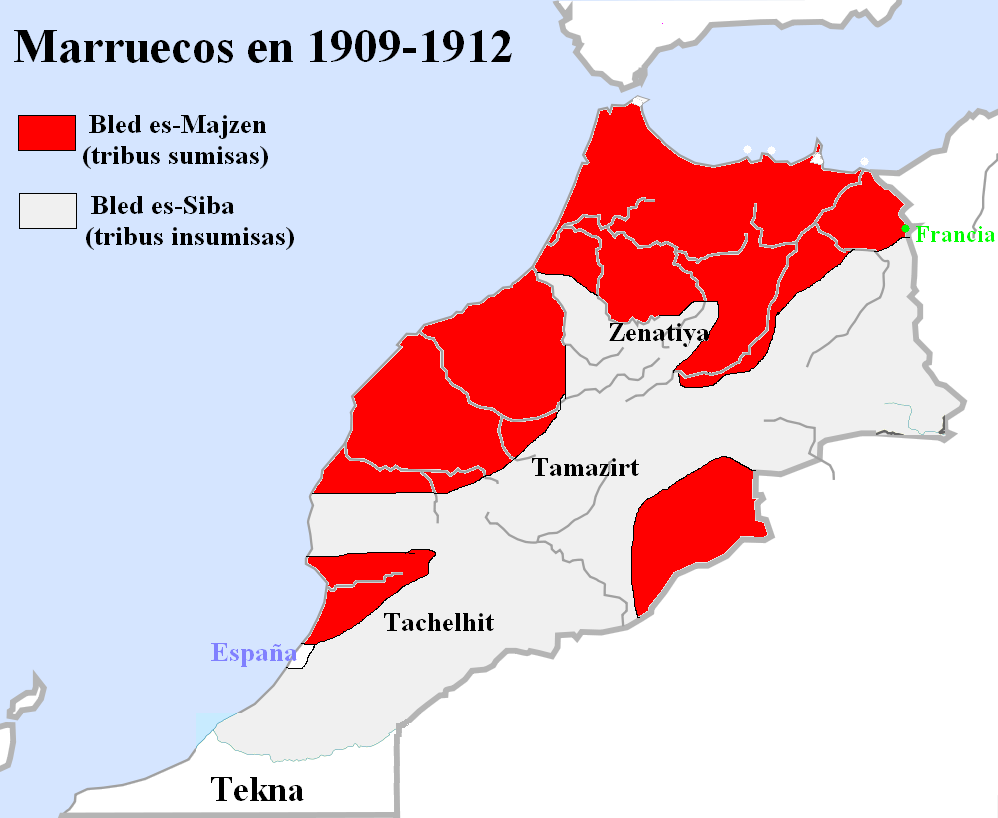
Machtbereich des marokkanischen Sultans (bilad al-maghzen) in rot. Die Gebiete nicht unterworfener Stämme (bilad al-siba) in grau. Letztere erkannten vielfach seine Oberhoheit als religiöser Führer an.

Das Konzept einer Staatsangehörigkeit für die Untertanen des Sultans entstand nach 1845, als fremde Mächte, ähnlich den Kapitulationen des Osmanischen Reiches, Schutzrechte für ihre Bürger, auch für von ihnen eingebürgerte Marokkaner, erstritten. Diese waren dann, durch Konsuln einer speziellen Gerichtsbarkeit unterstellt, so wie dies im fernen Osten ähnlich in Japan praktiziert wurde. Frankreich war schon seit dem Vertrag von 1860 de facto-Schutzmacht.
Traditionell war die Bindung eines Untertanen an den Sultan eine feudale, also in der Person begründete. Die ihm loyal ergebenen Gebiete hießen Makhzen. Bis 1958 mussten Marokkaner zwingend Muslims sein, so dass z. B. die zahlreichen Juden in eigenen Stadtvierteln, den Mellahs unter einem Sonderrecht, aber trotzdem dem Sultan unterworfen, lebten. Ungläubigen war im Herrschaftsbereich der Sultane u. a. der Erwerb von Grundeigentum verboten.

## 1905 bis 1956

Die unterschiedlichen Verwaltungszonen zwischen 1912 und 1956.

### Internationale Verträge und Völkerrecht
Erste international verbindliche Abmachungen stammen aus dem Jahre 1880. Festgelegt wurde, dass Marokkaner, die, ohne ausdrückliche Zustimmung ihrer Regierung, während eines Auslandsaufenthalts von einem anderen Staat eingebürgert worden waren, nur solange wieder in ihrer Heimat als (geschützter) Ausländer leben durften, wie die gesetzliche Wartefrist vor ihrer Einbürgerung gewesen war. Ansonsten mussten sie erneut marokkanischer Untertan werden oder ihr Heimatland wieder verlassen.
Die „Algeciras-Akte“ von 1906, der Verzicht des Deutschen Reichs auf Ansprüche durch den Marokko-Kongo-Vertrag 1911 und der Protektoratsvertrag vom 30. März 1912 führten zu Schaffung eines spanischen und französischen Protektorats. Die Staatsbürgerschaft der eingeborenen Untertanen, die weiterhin dem nominell „regierenden“ Sultan unterstanden, änderten sich dadurch nicht.

### Französisch-Marokko
Den Status von Ausländern regelte der Dahir vom 13. August 1913. Sie wurden Franzosen gleichgestellt, d. h. der Unterstellung unter das muslimisch-marokkanische Recht entzogen. Die nach dem Ersten Weltkrieg zahlreich gewordenen nun staatenlosen ehemaligen Italiener und Russen wurden wie Franzosen behandelt.
Das Dekret vom 8. November 1921 führte, analog der in Frankreich erfolgten Änderung, das doppelte ius soli ein. Hierzu erging das Gutachten des Internationalen Gerichtshofs “Nationality Decrees Issued in Tunis and Morocco” 7. Feb. 1923. Es war für die Weiterentwicklung des Völkerrechts weltweit von Bedeutung, da klargestellt wurde, dass sich die Frage der Staatsangehörigkeit nach den nationalen Gesetzen richtet. Somit bestimmt jeder Staat selbst, wann jemand seine Staatsangehörigkeit erwirbt oder verliert.
Praktische Anwendung fand das doppelte ius soli nicht, da die Gerichte im Protektorat mangels eines Gesetzes, das den Erwerb oder Verlust der marokkanischen Staatsbürgerschaft regelte, ausschließlich ius sanguinis-Prinzipien anwandten. Ausländische Ehefrauen, die marokkanische Nicht-Muslime heirateten wurden durch Heirat nicht marokkanische Untertanen.
Die Bedingungen für Eingeborene (protégés), um die volle französische Staatsbürgerschaft (man nannte sie dann Évolués) erhalten zu können, war in verschiedenen Kolonien unterschiedlich. Die Vorschriften für Französisch-Marokko und Tunesien blieben so, dass die Eingeborenen als Untertanen der nominal noch herrschenden Sultane galten. Die Verleihung der französischen Staatsbürgerschaft an alle Bewohner der Kolonien 1953 galt nicht für die Protektorate.

### Spanisch-Marokko
Frankreich trat den nördlichen Teil seines neu errichteten Protektorats durch den Vertrag vom 27. Nov. 1912 an die spanische Verwaltung ab. Mittelsmann zwischen Spanien und dem Sultan war der Kalif von Tétouan.
Die spanische Staatsangehörigkeit der Bewohner bzw. deren Erwerb richtete sich nach den Regeln, die in jeder Verfassung seit 1812, dem Zivilgesetzbuch von 1889 (das noch den Erwerb eines Ort-Bürgerrechts kannte) und der ersten speziell für koloniale Untertanen ergangenen Verordnung aus dem Jahre 1931 enthalten waren.
Dies galt auch für die Gebiete von:
Kap Juby
Der 30.000 km² große Landstreifen Kap Juby („Tarfaya-Streifen“) nördlich der Spanisch-Sahara war seit 1916 ebenfalls Teil von Spanisch-Marokko. Er wurde nach den Maßgaben des Vertrags, geschlossen in der Bucht von Cintra am 1. April 1958, in der Woche vor dem 10. April 1958 Marokko überlassen.
Ifni
Ifni war 1860 an Spanien abgetreten worden und 1904 bis 1952 spanisches Protektorat, dann Teil von Spanisch-Westafrika, bis am 10. Januar 1958 die Aufwertung zur Überseeprovinz erfolgte. Die ging mit voller spanischer Staatsbürgerschaft für die Bewohner einher. Dabei blieb es bis zur Übergabe an Marokko am 1. Juli 1969.

### Internationale Zone von Tanger
siehe Hauptartikel: Internationale Zone von Tanger
Auch die Souveränität der 1929–56 bestehenden Zone verblieb formell beim Sultan von Marokko, so dass hinsichtlich Staatsangehörigkeit der Araber dort das zu Französisch-Marokko Gesagte gilt. Staatsangehörigen der Signatarmächte der Tanger-Konvention war der visumsfreie Aufenthalt gestattet.
Dem Gouverneur des Sultans war ein französischer Beamter als „Berater“ beigestellt. Rechtsstreitigkeiten kamen vor einen gemischten internationalen Gerichtshof.

## Unabhängiges Königreich seit 1956

Verschiedene mögliche Grenzen, Ursache für den Algerisch-Marokkanischen Grenzkrieg 1963. Die umstrittene Region war, von nomadisierenden Stämmen abgesehen weitgehend menschenleer. Erst 1972 unterzeichnete Marokko einen Grenzvertrag mit Algerien, in dem es seine Ansprüche auf das Tindūf-Gebiet aufgab. Dieser Vertrag von Ifrane und die Ergebnisse der Grenzkommission wurde von Marokko erst 1989 ratifiziert.

### Staatsangehörigkeitsgesetz 1958
Das Staatsangehörigkeitsgesetz nach der Unabhängigkeit orientierte sich am Abstammungsprinzip über die männlicher Linie. Die Vorschrift, dass ein Marokkaner Muslim zu sein hatte, fiel weg.

Die sachliche Zuständigkeit liegt beim Justizministerium, das eine polizeiliche Überprüfung veranlasst. Seit 2007 entscheidet Staatsangehörigkeitsfragen eine sechsköpfige inter-ministerielle Kommission. Das formell letzte Wort hat der Ministerrat.
Das Gesetz von 1958 führte erstmals überhaupt die Möglichkeit des Erwerbs ein. Kinder aus Mischehen, mit ausländischem Vater, konnten nun durch Erklärung innerhalb von zwei Jahren vor Volljährigkeit Marokkaner werden. Ein einheiratender ausländischer Mann hatte ebenso wenig Anspruch auf Einbürgerung, wie Kinder eines in Marokko geborenen staatenlosen Paares. Eine Wartefrist von zwei Jahren galt für einheiratende Ehefrauen. Das 1921 eingeführte doppelte ius soli besteht weiter. Einbürgerungen in Form der Option war möglich für arabisch-sprechende Männer, die aus Ländern mit mehrheitlich muslimischer Bevölkerung stammten. Sie konnten, wenn sie fünfzehn Jahre im Lande gelebt hatten Marokkaner werden. Dabei galten kürzere Fristen für im Staatsdienst tätige und solche mit marokkanischen Ehefrauen.
Die 1993, 2004 (die u. a. Vaterschaftsanerkennungen ermöglichte) und 2007 erfolgten Änderungen des Zivilgesetzbuches in Richtung von mehr Gleichberechtigung hatte Auswirkungen auf die Staatsangehörigkeit. Hierbei wurde die Bindung von alleinstehenden Frauen und Emigrantenkindern an den marokkanischen Staat gestärkt. Gleichzeitig erschwerte man die Einbürgerung von Zugewanderten.
Bis 2007 gehörte das Kind zur Familie seines Vaters. Das uneheliche, vaterlose Kind hatte keine rechtliche Existenz. Eine Ausnahme war nur vorgesehen für Kinder staatenloser Väter mit marokkanischen Müttern, die in Marokko geboren wurden. Seit der Reform ist auch für inzwischen Volljährige die nun mögliche Eintragung am Standesamt mit dem rückwirkenden Erwerb der Staatsbürgerschaft verbunden.
Durch Geburt Marokkaner wird jedes Kind (bis 2017 „Sohn“), sofern mindestens ein Elternteil Marokkaner ist, gleichgültig ob die Geburt im Ausland erfolgt und ehelich oder unehelich ist. Dem steht jedoch entgegen, dass eine Anmeldung am Standesamt von Kindern muslimischer Herkunft nur dann akzeptiert wird, wenn sie ehelich geboren sind. Diese Anmeldung muss innerhalb von 30 Tagen erfolgen. Ebenso automatisch gelten Findelkinder als Marokkaner, die fünf Jahre im Rahmen einer Kafala-„Adoption“ in Pflege bei Marokkanern waren.
Doppelte Staatsbürgerschaft ab Geburt (vor allem im Ausland) ist erlaubt. Ist nur die Mutter Marokkanerin, hat das Kind im Alter von 18–20 (früher 21) die Option aus der marokkanischen Staatsbürgerschaft auszuscheiden.
Eingebürgert durch Erklärung werden in Marokko geborene Kinder von legal im Lande wohnenden Ausländern, zwei Jahre vor Erreichen der Volljährigkeit. Alle anderen Ausländer auf Antrag nach fünfjährigem legalen Aufenthalt, sofern der Antragsteller gesund, solvent, weitgehend unbescholten ist und hinreichend arabisch spricht. Genehmigungen sind auch davon abhängig, ob sie im Interesse Marokkos sind. Die Wartefrist gilt heute auch für einheiratende Ehefrauen. Diese Bedingungen sind ansonsten im Kern seit 1958 unverändert. 

Verdiensteinbürgern durch den König ist dann ohne Vorbedingungen möglich, wenn es für den Staat von Nutzen ist.
Einbürgerungsanträge müssen innerhalb eines Jahres beschieden werden. Erfolgt das nicht, gilt der Antrag als abgelehnt. Die Einbürgerung, die minderjährige Kinder immer mit einschließt, erfolgt durch Dekret, einem sogenannten Dahir. Sie werden im Staatsanzeiger (Bulletin Officiel) veröffentlicht. Ablehnungen dürfen fünf Jahre lang angefochten werden.
Neubürger haben für fünf Jahre kein Wahlrecht und können ebenso lange nicht Beamte werden.
Wiedereinbürgerungen ehemaliger Marokkaner sind nur dann möglich, wenn die Person ab Geburt Marokkaner gewesen war.
Die Entlassung aus der Staatsbürgerschaft, sei es um eine andere anzunehmen oder weil Doppelstaatlichkeit besteht, bedarf in jedem Fall einer Genehmigung. Dies wird strikt gehandhabt, seit Spanien 1959 zahlreiche im Lande lebende Marokkaner einbürgerte. Erteilt wird sie ungern, da man weiterhin von einem „ewigen Band“ zwischen Sultan und Untertanen ausgeht. Selbst in der dritten Generation im Ausland wohnende Gastarbeiternachfahren gelten in ihrer Heimat als Marokkaner.
Eine Aberkennung ist für den Fall möglich, dass der Betroffene sechs Monate nach amtlicher Aufforderung eine ausländische Beamtenstelle oder den Dienst in einer fremden Armee nicht aufgab. Weitere Gründe – nur für Eingebürgerte in den ersten zehn Jahren – sind die Verurteilung wegen eines Verbrechens gegen den Staat oder zu mehr als fünf Jahren Haft oder Wehrdienstvermeidung. Solche Maßnahmen erstrecken sich nicht auf Ehefrau und minderjährige unverheiratete Kinder.
Insofern Zuständigkeiten für Anfechtungen usw. bis 2007 bei der Staatsanwaltschaft lagen, sind sie nun beim Ministerium. Auch beginnt der Gerichtsweg nun bei der marokkanischen Entsprechung eines Amtsgerichts, statt vor dem Landgericht.
Statistik
In den 50 Jahren nach der Unabhängigkeit bis zur Gesetzesreform 2006 erwarben nur 6288 Personen die marokkanische Staatsbürgerschaft. 62 % von diesen waren Algerier, die den erleichterten Bedingungen für Muslime genügten. „Echte“ Einbürgerungen gab es nur 1646.

Die Anzahl der Eingebürgerten blieb auch danach überschaubar.

### Auswanderung
Zwischen 1961 und 1964 verließen etwa 100.000 Juden das Land. Dieser Trend setzte sich fort: von den geschätzt 265.000 im Jahre 1948 befanden sich 2006 noch rund 3200 in Marokko. Ausgelöst wurde dieser Exodus, weil die Politik des Staates Israel ab 1948 und die Suezkrise die Wut ihrer arabischen Nachbarn entflammt hatte, was sich auf die Lebensumstände der Ungläubigen auswirkte.
Die marokkanische Diaspora wird weltweit auf gut fünf Millionen geschätzt. Hierbei handelt es sich im Europa vor allem um Arbeitsmigranten und deren Nachfahren. In Frankreich leben 1½ Millionen, 800.000–900.000 in Spanien und je 425.000 in Italien und Belgien. Die Tatsache, dass diese bei Staatsbürgerschaftswechsel im Aufnahmeland wegen der marokkanischerseits selten gewährten Entlassungserlaubnisse, zwangsläufig Doppelstaatler bleiben (müssen), hat zur Kritik europäischer Regierungen geführt. Allerdings gibt es seit der Jahrtausendwende in Europa ein Umdenken und viele Länder sind durch Reformen in diesem Punkt toleranter geworden.

### Flüchtlinge
Marokko hat das Abkommen über die Rechtsstellung der Flüchtlinge 1957 gezeichnet. Zuständig war eine kaum aktive Kommission im Außenministerium. 2014 erfolgte eine Reorganisation in Form des Bureau marocain des réfugiés et des apatrides (BMRA). Anerkannte Flüchtlinge können seit 2010 unter erleichterten Bedienungen eingebürgert werden. 2017 erfolgte eine weitere Lockerung für bestimmte Personengruppen, die illegal im Lande lebten. Die Antragsfristen verkürzten sich für bis 2013 eingereiste schwer Kranke, mit Marokkanern zwei Jahre zusammenlebende Frauen und deren Kinder (vier Jahre mit legal im Lande wohnenden Ausländern) und Personen, die seit mindestens zwei Jahren einen festen Arbeitsvertrag hatten. Etwa 50.000 Antragsteller haben daraufhin bis Ende 2018 zunächst eine Aufenthaltserlaubnis erhalten.

### West-Sahara

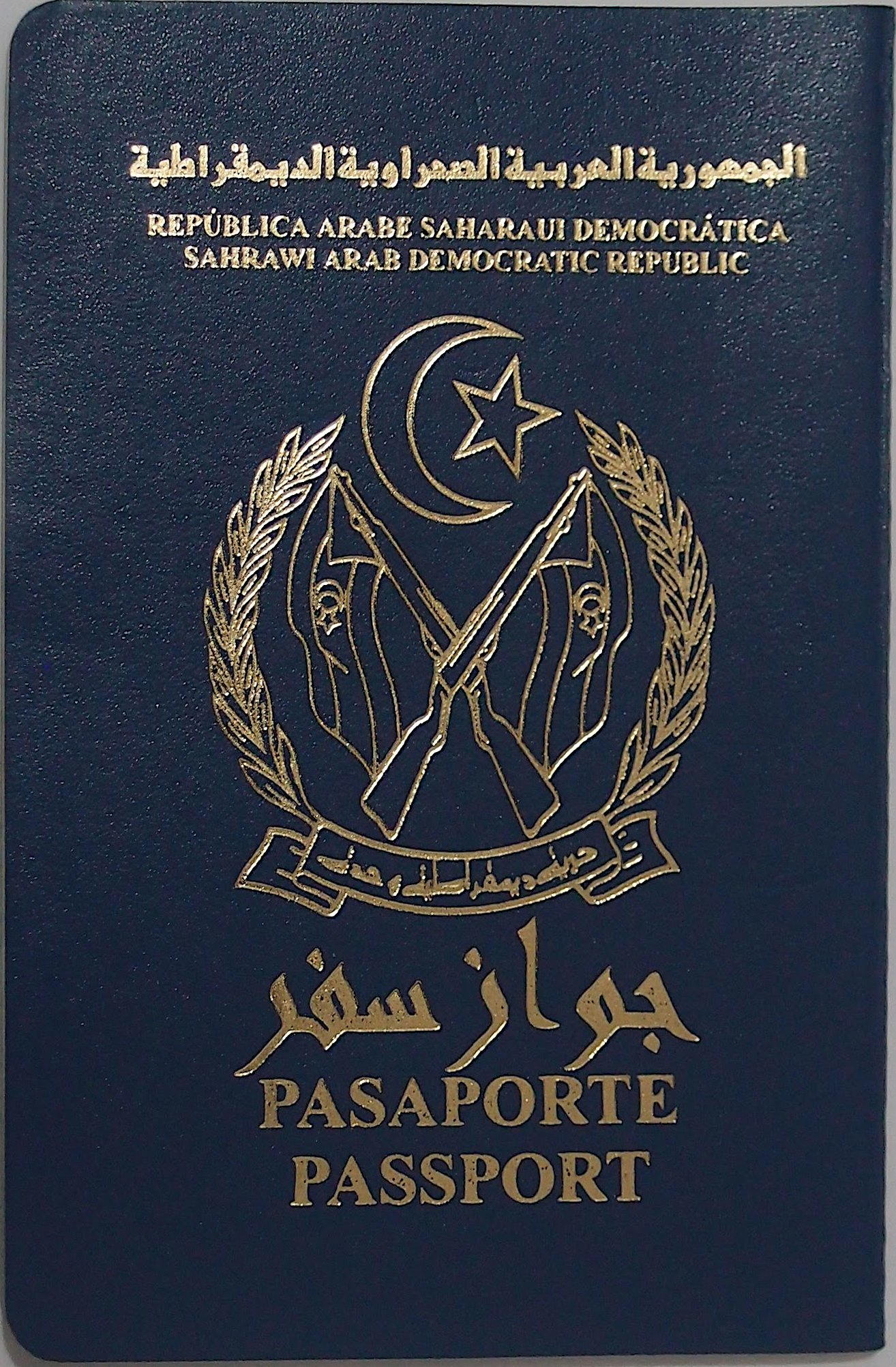
Reisepass der West-Sahara.

siehe Hauptartikel: Spanisch-Sahara, MINURSO
Spanien errichtete 1884 ein Protektorat über die nomadisierenden Stämme der Westsahara durch Abkommen mit den lokalen Scheichs. Am 9. April 1934 wurde die spanische Sahara zum „Bestandteil des spanischen Vaterlandes“ erklärt, was formalrechtlich den Kolonialstatus beendete. 1955/8 wurde das Gebiet Überseeprovinz (Provincia Sahara Español) mit entsprechender Auswirkung auf die spanische Staatsangehörigkeit der damals ca. 32.000 Bewohner.
Die UNO betrachtet die Westsahara seit 1963 als „Hoheitsgebiet ohne Selbstregierung.“ Östlich des Walls leben etwa 30.000 Saharauis in der Wüste.
Völkerrechtlich handelt es sich beim marokkanischen Einmarsch im Dezember 1975 um eine illegale Okkupation, die anhält. Vor der Invasion floh etwa die Hälfte der damaligen Bevölkerung. Seit 16. April 1991 herrscht Waffenstillstand.
Die Gültigkeit des marokkanischen Staatsangehörigkeitsgesetzes wurde 1979 auf das Gebiet der Westsahara ausgeweitet. Demzufolge besitzen Saharauis in dem von Marokko verwalteten Teil der Westsahara grundsätzlich nur dann die marokkanische Staatsangehörigkeit, wenn bereits ein Elternteil marokkanischer Staatsangehöriger war, oder sie individuell die Staatsangehörigkeit erhalten haben. „Auch nach dem marokkanischen Staatsangehörigkeitsrecht besitzen die Saharauis demnach nicht per se die marokkanische Staatsangehörigkeit.“
Die westlich des marokkanischen Walls lebenden, geschätzt 600.000 Menschen, erhalten entsprechende Papiere. Marokko entzieht seinen Bürgern, wenn sie im Staatsdienst stehen oder öffentlich für Unabhängigkeit der Westsahara eintreten regelmäßig den Reisepass und Personalausweis. Die in vor allem in Lagern der Provinz Tindūf in Algerien wohnenden rund 165.000 Staatsangehörigen der Demokratischen Arabischen Republik Sahara bekommen mit 18 einen entsprechenden Personalausweis des Innenministeriums, das auch Reisepässe für diejenigen Länder ausstellt, die ihn anerkennen. Zum Verlassen des Lagers erhalten sie üblicherweise drei Monate gültige Erlaubnisse der algerischen Regierung. Diese vergibt aus humanitären Gründen ihre Pässe (mit entsprechenden Eintragungen) für Reisen in andere Länder.
Da Spanien das Territorium im Jahr 1976 ohne offiziellen Souveränitätsübergang verließ, hatten die Bewohner dort keine Option, weder für die spanische noch die marokkanisch resp. mauretanische Staatsbürgerschaft. Der oberste Gerichtshof Spaniens hat lange Jahre die Position vertreten, Saharauis seien als marokkanische Staatsbürger zu betrachten. Ein erstes Urteil im September 2013 gestand nach 1975 Geborenen den Status und Schutz eines Staatenlosen zu. Diese Ansicht wurde seitdem vom spanischen Innenministerium übernommen.